# غيت: قوات الدفاع الذاتي تقاتل في أرض غريبة
غيت: قوات الدفاع الذاتي تقاتل في أرض غريبة (باليابانية: ゲート 自衛隊 彼の地にて、斯く戦えり، بالروماجي: Gate: Jieitai Kano Chi nite, Kaku Tatakaeri) هي سلسلة رواية يابانية من تأليف تاكومي ياناي ورسم دايسكي إيزوكا، نشرت على موقع Arcadia، منذ عام 2006 حتى عام 2009. اقتبست إلى سلسلة مانغا، نشرت من قبل AlphaPolis، منذ 30 يوليو عام 2011. أنتجت الرواية إلى مسلسل أنمي تلفزيوني استوديو أيه-1 بكتشرز، عرض في 4 يوليو عام 2015 واستمر عرضه حتى 18 سبتمبر عام 2015. عرض الجزء الثاني في 9 يناير عام 2016 واستمر عرضه حتى 26 مارس عام 2016، وتكون من 24 حلقة.

## القصة
تدور أحداث القصة في غينزا في طوكيو حيث ظهرت بوابة من عالم آخر وخرج منها جنود ووحوش من العصور الوسطى لمهاجمة المدينة، أرسلت الحكومة اليابانية، قوات الدفاع الذاتي، باستخدام الأسلحة الحديثة، قاموا بصد العدو بسهولة، ودخلوا عبر البوابة لإنشاء قاعدة عمليات، وبدء مفاوضات سلام مع إمبراطورية العالم الآخر.

## الشخصيات

### الشخصيات الرئيسية
يوجي إيتامي (باليابانية: 伊丹 耀司، بالروماجي: Itami Yōji)
أداء صوتي: جونيتشي سوابي
بينيا كو لادا (باليابانية: ピニャ・コ・ラーダ، بالروماجي: Pinya Ko Rāda)
أداء صوتي: هاروكا توماتسو
توكا لونا مارسو (باليابانية: テュカ・ルナ・マルソー، بالروماجي: Tyuka Runa Marusō)
أداء صوتي: هيساكو كانيموتو
ليلي لا ليلينا (باليابانية: レレイ・ラ・レレーナ، بالروماجي: Rerei Ra Rerēna)
أداء صوتي: ناو توياما
روري ميركوري (باليابانية: ロゥリィ・マーキュリー، بالروماجي: Rōri Mākyurī)
أداء صوتي: ريسا تاندا
ياو ها ديوشي (باليابانية: ヤオ・ハー・デュッシ، بالروماجي: Yao Hā Dyusshi)
أداء صوتي: يوكو هيكاسا

### شخصيات أخرى
شينو كوريباياشي (باليابانية: 栗林 志乃، بالروماجي: Kuribayashi Shino)
أداء صوتي: مآيا أوتشيدا
أكيرا توميتا (باليابانية: 富田 章، بالروماجي: Tomita Akira)
أداء صوتي: هيروكي ياسوموتو
تاكيو كوراتا (باليابانية: 倉田 武雄، بالروماجي: Kurata Takeo)
أداء صوتي: كايتو إيشيكاوا
ماري كوروكاوا (باليابانية: 黒川 茉莉، بالروماجي: Kurokawa Mari)
أداء صوتي: ساتومي أكيساكا
سويتشيرو كواهارا (باليابانية: 桑原 惣一郎، بالروماجي: Kuwahara Souichirou)
أداء صوتي: كانيهيرا ياماموتو
هيتوشي فوروتا (باليابانية: 古田 均، بالروماجي: Furuta Hitoshi)
أداء صوتي: دايكي هامانو
كويتشيرو هازاما (باليابانية: 狭間 浩一郎، بالروماجي: Hazama Kouichirou)
أداء صوتي: هيروشي ياناكا
أكيرا ياناغيدا (باليابانية: 柳田 明، بالروماجي: Yanagida Akira)
أداء صوتي: كوجي يوسا
أوسامو هيغاكي (باليابانية: 檜垣 統، بالروماجي: Higaki Osamu)
أداء صوتي: ريونوسوكي واتانوكي
شونيا كينغون (باليابانية: 健軍 俊也، بالروماجي: Kengun Shunya)
أداء صوتي: ريكيا كوياما
ناوكي كامو (باليابانية: 加茂 直樹، بالروماجي: Kamo Naoki)
أداء صوتي: تاكيتورا
أكيرا كاميكودا (باليابانية: 神子田 瑛، بالروماجي: Kamikoda Akira)
أداء صوتي: إيجي تاكيموتو
نيوتابارو (باليابانية: 新田原، بالروماجي: Nyūtabaru)
أداء صوتي: تيسو ميكامي
تارو كانو (باليابانية: 嘉納 太郎، بالروماجي: Kanou Tarou)
أداء صوتي: تيتسو كاناو
ريسا آوي (باليابانية: 葵 梨紗، بالروماجي: Aoi Risa)
أداء صوتي: يوشينو نانجو

## وصلات خارجية
- الموقع الرسمي باللغة اليابانية
- موقع الأنمي الرسمي باللغة اليابانية